# Große Windschar
Die Große Windschar (italienisch Cima del Vento Grande, auch Lanebachspitze genannt) ist ein 3041 Meter hoher Berg in der Rieserfernergruppe, einem Gebirge im westlichen Teil der Hohen Tauern. Er liegt in der italienischen Provinz Südtirol im Naturpark Rieserferner-Ahrn (Parco Naturale Vedrette di Ries-Aurina). Der ebenmäßig geformte Berg hat die Form einer steilen Pyramide und sendet nach Norden, Südosten und Westen stark ausgeprägte Grate aus. 
Wegen seiner leichten Erreichbarkeit wurde der Gipfel schon 1854 im Rahmen der Franziszeischen Landesvermessung bestiegen, ist aber auch heute noch wegen seines eindrucksvollen Rundblicks bei Touristen beliebt. Die erste in der Literatur exakt dokumentierte touristische Besteigung fand am 5. August 1878 durch den Jenaer Professor der Philosophie und Alpinisten Reinhold Seyerlen mit dem Bergführer Stefan Kirchler aus dem Gelttal von Nordosten ausgehend über den Südostgrat statt. Heute wird die Windschar meist vom südlich gelegenen Mühlbach bzw. Mühlbachtal aus begangen.

## Lage und Umgebung
Die Windschar liegt am westlichen Ende des in einem Bogen von Nordosten nach Westen verlaufenden Rieserferner-Hauptkamms. Gletscher gibt es in der unmittelbaren Umgebung nicht. Benachbarte Berge sind im Verlauf des Große-Windschar-Westgrats die Kleine Windschar mit 2981 Metern Höhe und, weiter entfernt, die 2652 Meter hohe Wasserfallspitze. Im Osten liegen, getrennt durch den hochalpinen Wegübergang der Grubscharte (2802 m), der Große und der Kleine Rauchkofel (mit 3006 und 3043 Metern Höhe). Der Südgrat leitet über die Winterstallscharte (2474 m) zum Bramstaller (2559 m). Die nächstgelegenen Orte sind im Westen das gut 5 km Luftlinie entfernte Mühlen in Taufers im Tauferer Tal und das etwa 5 km im Südwesten liegende Mühlbach.

## Erschließung und Routen zum Gipfel
Der Weg von Reinhold Seyerlen und Stefan Kirchler im Sommer 1878 führte vom nordöstlich gelegenen Gelttal aus über die Elferscharte (2841 m) und die Grubscharte über den Südostgrat zum Gipfel. Der Philosoph Seyerlen geriet auf dem Gipfel bei bestem Wetter ins Schwärmen, Zitat: „Was ein Panorama besonders reizend macht, ist neben der Großartigkeit und Reichhaltigkeit der Gebirgsgruppen der Blick zu den Stätten menschlicher Cultur, in Thäler und Ansiedlungen hinunter, und in dieser Beziehung kenne ich trotz Cevedale und Weißkugel keine Spitze, die der unsrigen den Rang streitig machen dürfte [...].“ Im Jahr 1885 wurde vom Alpenverein ein Steig angelegt, der auch weniger erfahrenen Touristen einen Aufstieg ermöglichen sollte.
Auch heute wird die Große Windschar über den Südostgrat (Weg der Erstbesteiger) in leichter Kletterei im Schwierigkeitsgrad UIAA I über allerdings brüchiges Gestein begangen. Der Anstieg zum Südostgrat beginnt typischerweise im südlich gelegenen Mühlbachtal. Alternativ gelangt man auch vom nördlich verlaufenden Reintal aus durch das nach Süden abzweigende Gelttal hinauf zur Elferscharte und von dort zur Grubscharte und auf den Südostgrat in, laut Literatur, etwa 5 Stunden Gehzeit. Geklettert wird an der Windschar am Nordgrat; durch das dort anstehende äußerst feste Tonalitgestein sind Kletterrouten dort lohnend. Hans Kammerlander und J. Volgger eröffneten 1974 eine ernste Führe über den Nordgrat mit einer Schlüsselstelle im Schwierigkeitsgrad UIAA IV, die über 720 Höhenmeter verläuft, aber durch ihren langen Zustieg nur noch selten begangen wird.